# Salsomaggiore Terme
Salsomaggiore Terme je italská obec v provincii Parma v oblasti Emilia-Romagna.
V roce 2012 zde žilo 19 735 obyvatel.

## Sousední obce
Alseno (PC), Fidenza, Medesano, Pellegrino Parmense, Vernasca (PC)

## Vývoj počtu obyvatel
Zdroj: 